# Kirkcaldy
Kirkcaldy è attualmente la più grande città della regione di Fife, Scozia. Conosciuta come The Lang Toun ("Città Lunga" in scozzese) ha una popolazione di 46 912 persone (2006) secondo lo Scotland's Census Results Online.
Si trova sulla costa nord del Firth of Forth, e ha incorporato i precedenti borghi di Dysart, Linktown e Pathhead e i villaggi di Sinclairtown e Gallatown. Il nome The Lang Toun deriva dalla vicinanza di questi borghi e villaggi allineati lungo le coste del fiume Forth.
Kirkcaldy era conosciuta per la produzione di linoleum, lino e per l'annuale fiera di Links Market - la fiera sulla strada più lunga d'Europa, che ha celebrato il suo 700º anniversario nel 2004. La città ha uno dei più estesi lungomari d'Europa, affacciato sul Firth of Forth. Nel XVII secolo vi si trovava uno dei primi consolati della Lettonia.
La squadra di calcio che rappresenta la città sono i Raith Rovers F.C.

## Storia
È stata il centro amministrativo del distretto di Kirkcaldy dal 1975 al 1996. Venne donata dai monaci dell'abbazia di Dunfermline nel 1365 a condizione di un patto di mutuo soccorso contro i predoni nordici, che spesso attaccavano la zona. Il suo rango di borgo reale fu confermato da Carlo II nel 1661. Kirkcaldy crebbe intorno al suo porto vicino alla bocca dell'East Burn e si espanse rapidamente nel XIX secolo con lo sviluppo delle industrie tessili, del linoleum e del carbone.
Il centro cittadino venne designato come area da conservare nel 1980, tra gli edifici degni di nota si può citare la Old Parish Church con la sua torre normanna, il castello Ravenscraig del XV secolo, la passeggiata del Marinaio risalente al XVII secolo, il Kirkcaldy Art Gallery and Museum (1925), l'Adam Smith Centre (1894-99), la townhouse (casa residenziale di un membro del parlamento) in stile nordico progettato da David Carr nel 1937, Dunnikier House (costruita alla fine del XVIII secolo e trasformata in hotel), la Balwearie Community School che risale agli sessanta e la chiesa di St Brycedale (1877-81) che arriva all'altezza di 60 m e prende il nome dal patrono di Kirkcaldy.

## Suddivisioni geografiche
Dal 1975 Kirkcaldy diede il suo nome ad un distretto governativo locale della regione di Fife, a partire dal 1996 è stata inclusa nell'area unitaria di Fife.

## Amministrazione

### Gemellaggi
- Ingolstadt